# Sint-Martinuskerk (Ferwerd)
De Sint-Martinuskerk is een kerkgebouw in Ferwerd in de Nederlandse provincie Friesland. De kerk is een rijksmonument.

## Beschrijving
De kerk was oorspronkelijk gewijd aan Martinus. De eenbeukige kerk en de toren werden gebouwd in de 15e eeuw. Rond 1525 werd de toren verhoogd en in diezelfde periode werd het koor voltooid. De kerk heeft een zadeldaktoren van drie geledingen en met drie klokken. Op de zuidmuur een zonnewijzer uit 1640. De noordmuur is gesloten en bevat nog tufsteen, de zuidmuur bevat hoge gotische spitsboogvensters. Het interieur wordt gedekt door een tongewelf en in het koor bevindt zich een grafkelder. Het orgel, met pijpen van een ouder orgel van Arp Schnitger en een kas uit 1866, is gemaakt door Adema .
In de jaren 1926/1927 en 1934/1935 werd de kerk gerestaureerd naar plannen van Hendrik Hendriks Kramer. Bij deze restauratie zijn veranderingen aangebracht, die ongedaan zijn gemaakt bij herstelwerkzaamheden waarmee op 20 februari 2007 een begin werd gemaakt. Ook zijn de 14e- en 15e-eeuwse klokken gelast en aan andere luidassen gehangen. 

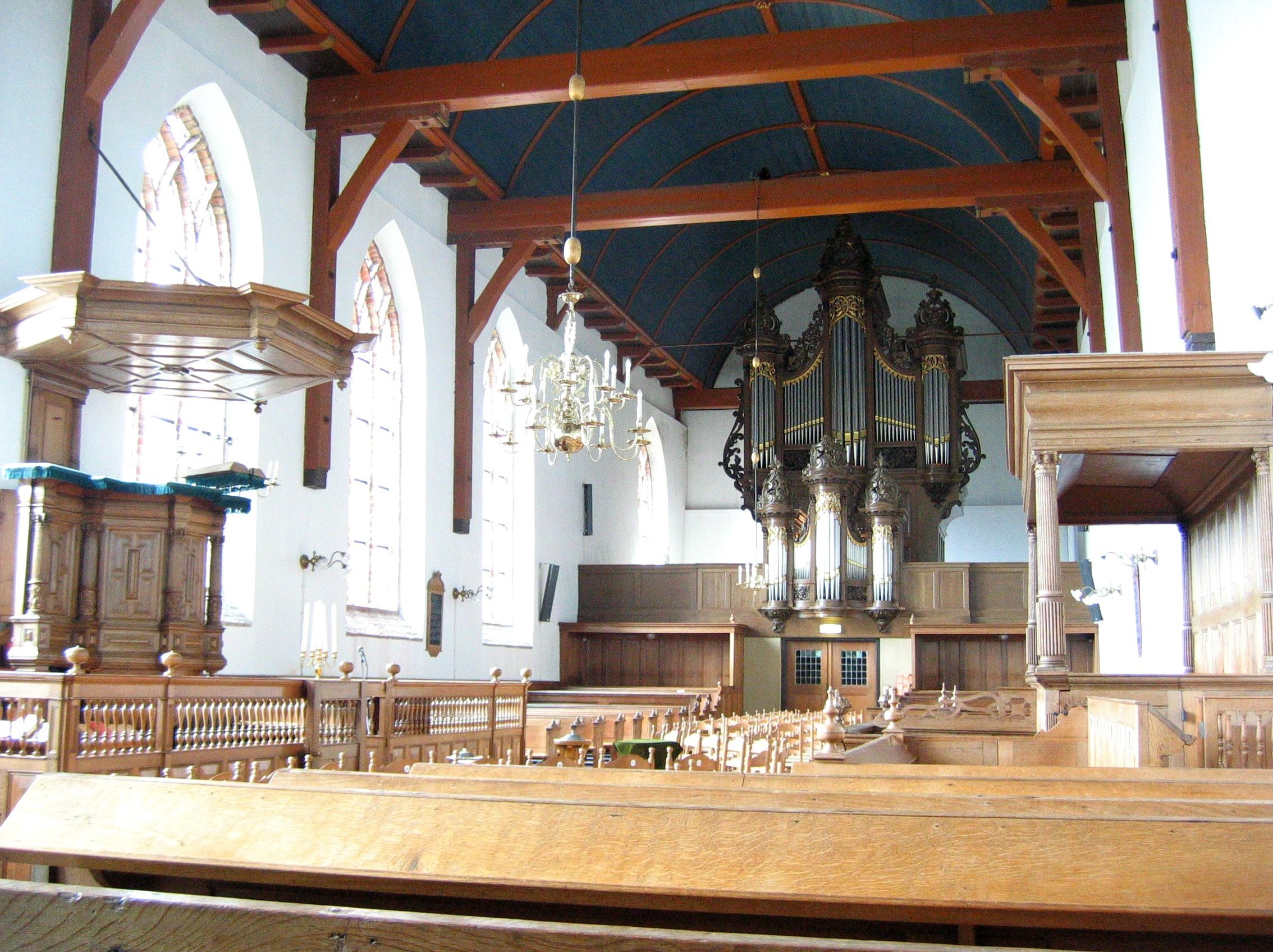
Interieur met orgel (2006)
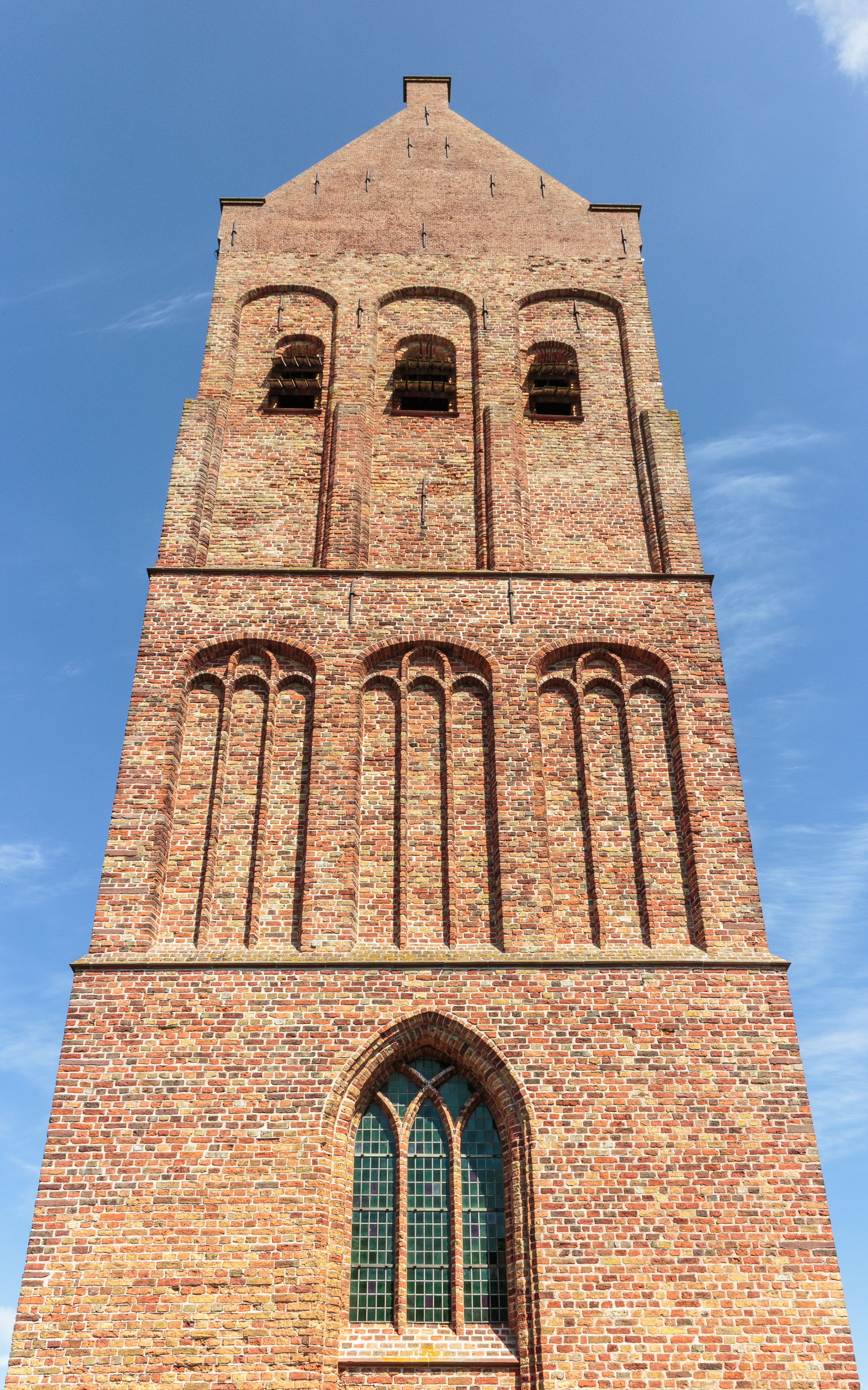
Sint-Martinuskerk in Ferwerd. Voorzijde van de toren. (detail).
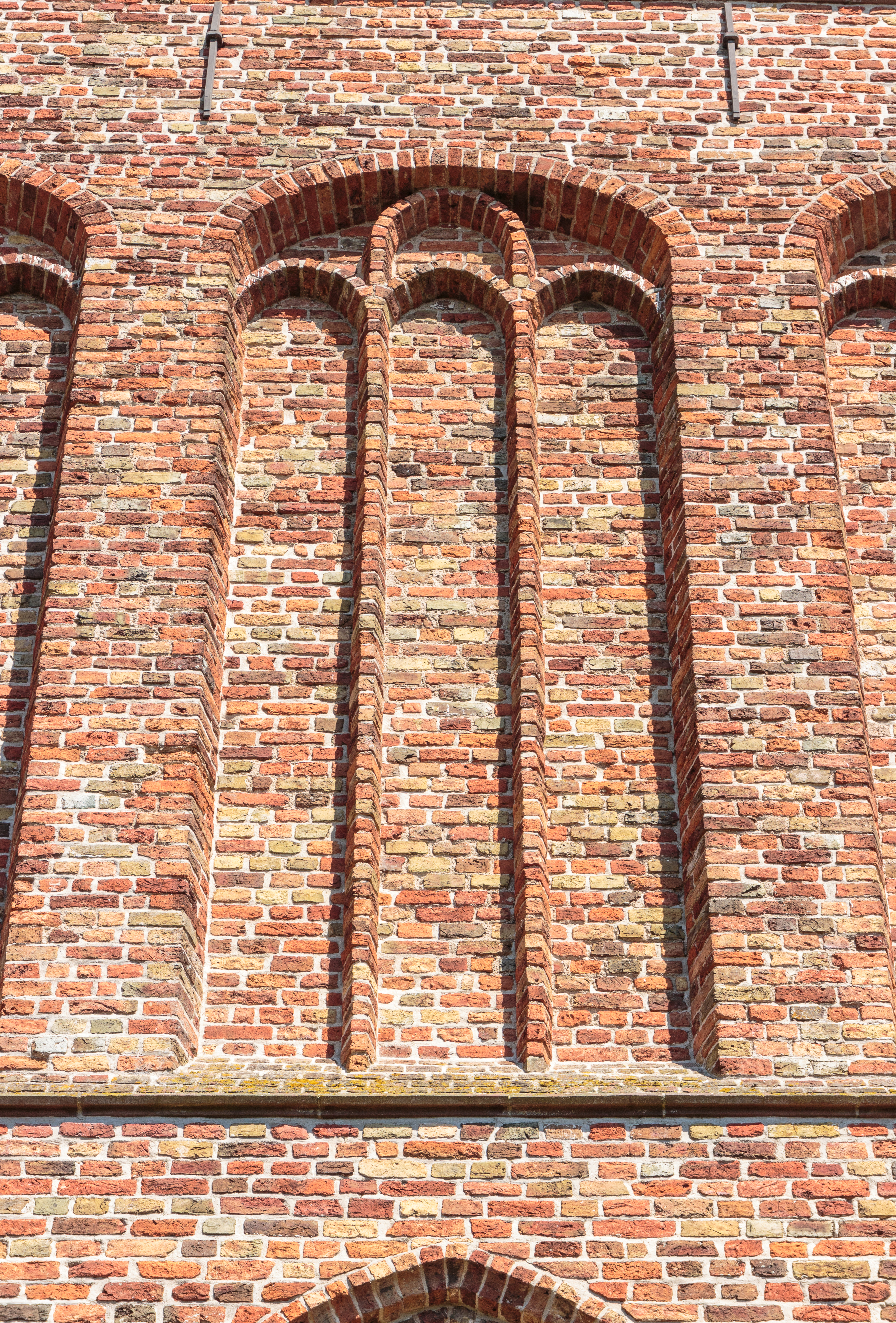
Sint-Martinuskerk in Ferwerd. Voorzijde van de toren. (detail).